# Носа-Сеньора-да-Вила
Носа-Сеньора-да-Вила (порт.  Nossa Senhora da Vila) — фрегезия (район) в муниципалитете Монтемор-у-Нову округа Эвора в Португалии. Территория — 185,95 км². Население — 5 629 жителей. Плотность населения — 30,3 чел/км².